# 進階先修課程
進階先修課程（英語：Advanced Placement，又称：大学先修课程），是在美国和加拿大等国的高级中学或国际高中中，由美国大学理事会赞助和授权的高中先修性大学课程体系，共开设38门课程。
AP课程相当于美国大学课程水準，比一般的高中课程更深入、复杂和详细。学生通过AP考试换取的学分，可以同等换取相应的美国大学学分。

## 历史
第二次世界大战之后，福特基金会（Ford Foundation）成立了一个基金，用于協助委员会研究教育方案。这一方案被称为“凯尼恩计划”（Kenyon Plan），是位于俄亥俄州的凯尼恩学院所首创并倡导。最初研究是在三所高中（分别是劳斯维伦斯中学、菲利普斯学院和菲利普斯埃克塞特学院）和三所大学（哈佛大学、普林斯顿大学和耶鲁大学）中进行。1952年，他们提交了一份报告，推荐在高级中学进行一些大学水平的课程、参加学分考试，并允许他们在大学中获得同等学分。第二届委员会（先修标准录取委员会）发展并完善了这一先修课程计划与课程，并在同年囊括了11门课程。
1955年，位于纽约市的非盈利组织——美国大学理事会开始运作AP课程。在1965年至1989年，美国教育家哈伦·汉森是AP课程的项目负责人。课程逐渐囊过到更多科目，并对这种高水平的课程进行课程指导和质量监控。此外，这个项目也包括对AP课程的教师支持、和大学支持。这些活动的费用均来源于AP考试的报名费用。
在2006年，世界上已经有超过一百万的学生参加了超过两百万人次的AP考试。在美国，有更多的高中通过了美国大学理事会的审核，获得资格提供AP课程。在2011年考试季，每门考试的费用为87美元。学生可以通过申请，获得一定的财务支持。2008年4月3日，美国大学理事会宣布四门课程 - 法国文学、拉丁文学、计算机AB和意大利语及文化将会因为资金缺乏而停止。
2024年，大学理事会原本决定在2025年将9门考试转为机考，但因作弊而取消的成绩数量不断增加，大学理事会宣布2025年将有16门考试完全转为机考，另有12门转为混合式考试，这意味着学生将在电子设备上查看问题，但将大题的答案写在纸质小册子上。2024年5月，来自全球23,722所高中的3,079,134名学生参加了AP考试，创下历史记录。

## 科目
截至2024年5月，报考人数最多的AP科目为AP英语语言与写作，共有597,097名学生参加考试；其次为AP美国历史，共有488,688名学生参加考试。报考人数最少的是AP意大利语言与文化，共有2,246名学生参加考试。

2013年AP考试比例

| 类型             | 科目名             |
| ---------------- | ------------------ |
| AP顶石文凭课程   | AP研究             |
| AP顶石文凭课程   | AP研讨会           |
| 艺术             | AP二维艺术与设计   |
| 艺术             | AP三维艺术与设计   |
| 艺术             | AP绘画             |
| 艺术             | AP艺术史           |
| 艺术             | AP音乐理论         |
| 英语             | AP英语语言与写作   |
| 英语             | AP英语文学与写作   |
| 历史与社会科学   | AP非裔美国人研究   |
| 历史与社会科学   | AP比较政府与政治   |
| 历史与社会科学   | AP欧洲历史         |
| 历史与社会科学   | AP人文地理学       |
| 历史与社会科学   | AP宏观经济学       |
| 历史与社会科学   | AP微观经济学       |
| 历史与社会科学   | AP心理学           |
| 历史与社会科学   | AP美国政府与政治   |
| 历史与社会科学   | AP美国历史         |
| 历史与社会科学   | AP世界历史：现代史 |
| 数学和计算机科学 | AP微积分AB         |
| 数学和计算机科学 | AP微积分BC         |
| 数学和计算机科学 | AP计算机科学A      |
| 数学和计算机科学 | AP计算机科学原理   |
| 数学和计算机科学 | AP预备微积分       |
| 数学和计算机科学 | AP统计学           |
| 科学             | AP生物学           |
| 科学             | AP化学             |
| 科学             | AP环境科学         |
| 科学             | AP物理1            |
| 科学             | AP物理2            |
| 科学             | AP物理C：电磁学    |
| 科学             | AP物理C：力学      |
| 世界语言与文化   | AP汉语语言与文化   |
| 世界语言与文化   | AP法语语言与文化   |
| 世界语言与文化   | AP德语语言与文化   |
| 世界语言与文化   | AP意大利语言与文化 |
| 世界语言与文化   | AP日语语言与文化   |
| 世界语言与文化   | AP拉丁语           |
| 世界语言与文化   | AP西班牙语言与文化 |
| 世界语言与文化   | AP西班牙文学与文化 |

## 評分
所有科目的AP考試的評分都是由1至5︰
- 5 - 优秀（Extremely well qualified）
- 4 - 良好（Well qualified）
- 3 - 合格（Qualified）
- 2 - 勉強合格（Possibly qualified）
- 1 - 不合格（No recommendation）

評核試卷的過程需要大量時間以及繁複的過程。首先選擇題會由電腦計算分數。然後简答题以及作文部分會在每年6月交给已訓練的AP阅卷人評分。之後分數將會被加權並合成為「綜合評分」（英語：Composite Score）。
很多美国大学的教授都质疑一个仅仅是“合格”的AP成绩。只有很少的学校能够对3分（而不是最好的5分）的AP成绩进行承认并换取学分，大多数大学以4分为最低的学分换取标准。一些顶尖的大学专业部门（比如Caltech）认为部分AP课程的难度仍不能达到大学专业的标准，学生可能仍然需要学习更进阶的大学课程。但是几乎所有大学仍然鼓励学生选修AP课程。

## 开设课程学校
除了在美国、加拿大以外，美国大学理事会也授权其他国家或地区的高等中学开设AP课程。现在已经有三百余所中国大陆高中获得中华人民共和国教育部和美国大学理事会授权开设此类课程。

## 批评
一些大学的教师质疑AP成绩的价值。一些大学对于没有达到5分，而是3或4分的成绩不予兑换学分。学术组织称越来越多的学生选修AP课程，但是并没有达到大学课程的水平。

AP（2017）

Philip M. Sadler 在这个问题上组织了相关的研究并发表《AP：对大学先修课程的批判性调查》（AP: A critical examination of the Advanced Placement program)。研究报告称选修AP 科学但没通过AP 考试的学生，在大学阶段与根本没参加AP 选修学生成绩一样。对于那些完成课程，但是没有通过考试的学生来说，Sadler 在访谈中称“研究结果显示他们根本什么都没学到，对于他们来说或许有更适合的课程。”